# Верхний Ташбукан
Верхний Ташбукан (баш. Үрге Ташбүкән) — деревня в Гафурийском районе Республики Башкортостан Российской Федерации. Входит в состав Ташбукановского сельсовета.

## География

### Географическое положение
Расстояние до:
- районного центра (Красноусольский): 25 км,
- центра сельсовета (Нижний Ташбукан): 2 км,
- ближайшей ж/д станции (Белое Озеро): 56 км.

## Население
| 2002 | 2009 | 2010 |
| ---- | ---- | ---- |
| 84   | ↘64  | ↘55  |

### Национальный состав
Согласно переписи 2002 года, преобладающая национальность — башкиры (100 %).

## Религия
В деревне есть мечеть «Ихлас».